# Platymantis subterrestris
Platymantis subterrestris es una especie  de anfibios de la familia Ranidae.

## Distribución geográfica
Es endémica del norte de Luzón (Filipinas).

## Estado de conservación
Se encuentra amenazada de extinción por la pérdida de su hábitat natural.